# Sykstyny
Sykstyny (deutsch Sixtin) ist ein Ort in der polnischen Woiwodschaft Ermland-Masuren. Er gehört zur Gmina Kętrzyn (Landgemeinde Rastenburg) im Powiat Kętrzyński (Kreis Rastenburg).

## Geographische Lage
Sykstyny liegt in der nördlichen Woiwodschaft Ermland-Masuren, 18 Kilometer nordöstlich der einstige Kreisstadt Sensburg (polnisch Mrągowo) bzw. 20 Kilometer südöstlich der heutigen Kreismetropole Kętrzyn (deutsch Rastenburg).

## Geschichte
Der vor 1871 Sixthienen, nach 1871 Sixtienen  genannte kleine Ort war ein großes Vorwerk zum Gut Ballau (polnisch Bałowo). Bis 1945 war es ein Wohnplatz der Gemeinde Salpkeim (polnisch Salpik).
Im Jahre 1867 waren in Sixtin 15 Einwohner gemeldet. Ihre Zahl kletterte bis 1885  auf 17 und stieg bis 1935 auf 35.
Nach Abtretung des gesamten südlichen Ostpreußen an Polen im Jahre 1945 erhielt Sixtin die polnische Namensform „Sykstyny“. Heute ist der Ort in die Landgemeinde Kętrzyn (Rastenburg) im Powiat Kętrzyński (Kreis Ratensburg) eingegliedert, von 1975 bis 1998 der Woiwodschaft Olsztyn, seither der Woiwodschaft Ermland-Masuren zugehörig.

## Kirche
Bis 1945 war Sixtin in die evangelische Kirche Eichmdien (polnisch Nakomiady) in der Kirchenprovinz Ostpreußen der Kirche der Altpreußischen Union, außerdem in die römisch-katholische Kirche in Sensburg (polnisch Mrągowo) im Bistum Ermland eingepfarrt.
Heute gehört Sykstyny katholischerseits zur Pfarrei Nakomiady im Erzbistum Ermland, sowie evangelischerseits zur Johanneskirche Kętrzyn in der Diözese Masuren der Evangelisch-Augsburgischen Kirche in Polen.

## Verkehr
Sykstyny liegt an einer Nebsntraße, die von Bałowo (Ballau) nach Koczarki (Kotzargen) führt. Eine Anbindung an den Bahnverkehr existiert nicht.